# Brothers Union
El Brothers Union es un equipo de fútbol de Bangladés que milita en la Bangladesh League, la liga de fútbol más importante del país.
Fue fundado en el año 1949 en la capital Daca, y cuenta con 1 título de Liga Nacional, 2 títulos de liga de la Capital y 3 copas federación en 5 finales jugadas.
A nivel internacional ha participado en 2 torneos continentales, donde en todos ha sido eliminado en la fase de grupos.

## Palmarés
- National Championship: 1

2004
- Liga de Dhaka: 2

2003-04, 2005
- Federation Cup: 3

1980, 1991, 2005
- - Finalista: 2

1985, 1986

## Participación en competiciones de la AFC
- Copa de la AFC: 2 apariciones

2005 - Fase de grupos
2006 - Fase de grupos